# Eltz (hrad)
Eltz (německy Burg Eltz, česky Jilec[zdroj?]) je německý středověký náhorní hrad stojící na skále nad řekou Elzbach mezi městy Koblenz a Trevír ve spolkové zemi Porýní-Falc. Hrad byl postaven na počátku 12. století na obchodní cestě mezi řekou Moselou a úrodným krajem Maifeld. Eltz je jedním z mála hradů na levém břehu Rýna, které nebyly nikdy vypleněny. Déle než 800 let je hrad ve vlastnictví pánů a hrabat z Eltzu.

## Historie
Počátek hradu se datují do 9. a 10. století, kdy zde vzniklo hradiště opevněné palisádou. Rozkvět hradní stavby nastal v období od 11. do 13. století, ze kterého pochází první písemná zmínka o jménu Eltz.
Důležitým datem v historii hradu se stal rok 1268, kdy se bratři Elias, Wilhelm a Theoderich rozhodli rozdělit rodinu na větve a rozdělit si majetek a hrad. Avšak pokud šlo o hrad, dohodli se o jeho společném užívání a z hradu se stal tzv. ganerbenburg, neboli hrad spojených dědiců, ve kterém několik generací Eltzů žilo společně v tzv. Ganerbengemeinschaftu (společenství spojených dědiců), což byl spolek srovnatelný s dnešním kondominiem. Hrad nebyl původně koncipován jako pevnost, ale sloužil jako opevněná rezidence, což mělo za následek nezměněný původní vzhled. Eltzové byli mistry diplomacie a tak jen jedinkrát ve své historii se hrad dostal do ozbrojeného konfliktu, což se stalo v letech 1331–1336. Tehdy Eltzové čelili teritoriální rozpínavosti trevírského kurfiřta Baldwina. Ten nechal na protilehlé sklále vybudovat obléhací hrad Trutzeltz nebo také Badeneltz (slovo trutz znamená vzdor), po němž dnes zbyly jen ruiny v lese. Odtud Baldwin podnikal své útoky proti rodině Eltzů a odtud také obléhací stroje vrhaly kamenné koule na hrad Eltz. Obléhání po dvou letech skončilo tím, že se Eltzové vzdali a uzavřeli mír. Jinak se Eltzové vždy dokázali vyhnout ozbrojeným střetům diplomatickými prostředky a pomocí svého vzrůstajícího vlivu. Asi nejvýznamnější postavou rodu ve středověku byl Jakob z Eltzu, který to z obyčejného kanovníka přes rektora univerzity dotáhl až na trevírského kurfiřta, jímž se stal v roce 1567 a funkci vykonával 14 let.
Svého času na hradě žilo až 100 členů jedné rozvětvené rodiny, která se společně stýkala jen v určitých prostorech a jinak žila odděleně, což se výrazně projevilo na podobě hradu a řešení jeho dispozičního uspořádání na omezeném prostoru skalního výběžku. Roku 1472 byl dokončen Rübenachův dům. V letech 1490–1540 byl vystavěn Rodendorfův dům. V první polovině 17. století byly postaveny Kempenichovy domy. Tím byl ukončen hlavní stavební proces trvající přes 500 let. Avšak všechny architektonické slohy od románského k ranému baroku splývají na Eltzu ve vyvážený a souměrný celek. V období romantismu hrad prošel v letech 1845–1888 rozsáhlou rekonstrukcí, která stála 184 000 říšských marek, což by dnes bylo cca 10 miliónů euro. Na rozdíl od jiných hradů, které romantickými přestavbami velmi utrpěly, hrad Eltz si uchoval svůj původní vzhled a průběh rekonstrukce v 19. století oceňují i dnešní památkáři. Hrad je v majetku rodu Eltzů více než 800 let. Současný majitel hradu dr. Karl, hrabě z Eltzu, známý jako Faust ze Strombergu, žije v Eltville na Rýnu. Reprezentuje 33. generaci rodu a ujal se úkolu udržet tuto národní památku jak pro širokou veřejnost, tak i pro potomky 34. generace.

## Prohlídkový okruh
Prohlídka hradu je procházka osmi staletími historie, která se odráží v architektuře a rozvržení pokojů. Rübenachův spodní sál s jeho působivým dřevěným stropem z 15. století, malovaná šatna s gotickými ornamenty a figurami, Rübenachova ložnice s jejími filigránskými freskami z roku 1470, skvostný Rytířský sál, elegantní klenutý oblouk Vlajkového sálu, hraběnčin pokoj a ještě neporušená pozdně středověká Rodendorfova kuchyně, to vše jsou příklady svérázné architektury a budování hradu.
Při prohlídce různých sálů a pokojů lze vidět zbraně, brnění, nábytek – jako např. křesla v kurfiřtském pokoji. Obrovská losí trofej v loveckém pokoji byla skolena na Aljašce členem rodiny Eltzů na začátku 20. století. Mandl na prádlo v pokoji Wambolt pochází asi z roku 1750. Rübenachův spodní sál je typický příklad obývacího pokoje ve šlechtické rezidenci kolem roku 1450. S jeho velmi působivými 500 let starými dubovými trámy, imaginárními gobelíny a cennými obrazy je sál dobovým představitelem středověku. Z obrazů stojí za zmínku zvláště vzácné dílo Lucase Cranacha staršího Madona s dítětem a hrozny. Tento obraz je jedním ze šesti mimořádných obrazů v sále, z nichž většina pochází z tzv. kolínské školy. Sál byl vyhřívaný velkým krbem, který je jedním ze čtyřiceti krbů ve stovce místností, což potvrzuje, že ve středověku měl hrad Eltz vysokou míru komfortu.
Ložnici s její postelí s nebesy ze začátku 16. století lze spatřit v horním patře Rübenachova domu. Tato místnost ukazuje eleganci a vysokou životní úroveň období pozdní gotiky. Ozdobné nástěnné malby s bohatými květinovými motivy a plody pocházejí z konce 15. století. Nachází se zde také modlitebna se skleněnými okny z 15. a 16. století. Ložnice byla také částečně užívána jako obývací pokoj. Koncem středověku již bývalo zvykem, že místnosti měly více funkcí. V tomto pokoji lze také vidět na středověk pokrokový stupeň hygieny, neboť v koutě je toaleta s technicky pokročilým systémem využívajícím dešťové vody ke splachování.
Rytířský sál je impozantní hala s těžkými dubovými trámy a rodinnými erby. Je to největší místnost na hradě, která sloužila dřívějším obyvatelů jako shromažďovací hala. Princip svobody slova v rodině je symbolicky představován dvěma maskami šašků či bláznů – jednou v rohu a druhou pod středním trámem. Další symbol byl „květ ticha“ – růže nade dveřmi, která symbolizovala, že žádné slovo pronesené v této místnosti by nemělo být vyzrazeno komukoliv za dveřmi tohoto sálu.
Brnění, zbraně a další vojenská výzbroj a výstroj byly umístěny do Rytířského sálu až během období romantismu v 19. století. Sál je plný historických zajímavostí, jakými je např. cenný gobelín z konce 17. století, nebo Maxmiliánovo vroubkované brnění vážící přes 27 kg, které pochází z doby po roce 1520. Je pojmenované po císaři Maxmiliánovi, kterému se říkalo „poslední německý rytíř“. Vroubkování pancířové desky učinilo brnění obzvláště odolné, ale s vývojem střelných zbraní brnění ztratilo svůj obranný efekt a stalo se jen hromadou šrotu.
Vlajkový sál (nebo Sál praporů či korouhví) pocházející z doby kolem roku 1490 s jeho „kamny evangelistů“ a okenní pozdně gotickou vitrají v rohu, je architektonicky nejzajímavějším pokojem na hradě. Vitraj znázorňuje sv. Jiří, který byl patronem všech křesťanských rytířů, v boji s drakem. Působivá hvězdicová žebrová klenba slouží nejen jako podpora stropu, ale také jako nosná výzdoba. Není vyloučeno, že tato místnost byla užívána jako kaple, neboť tento typ klenby byl jen zřídka používán v obyčejných pokojích. Jméno sálu je z konce 19. století a vlajky či prapory ukořistěné za francouzsko-německé války zde byly vystavovány až do roku 1918.
Hraběnčin pokoj s historickou svatební postelí a rozsáhlou sbírkou porcelánu je jen jednou z mnoha obývaných místností na hradě. Právě v těchto malých pokojích se odehrával všední každodenní život. Tyto menší místnosti se mnohem snadněji daly v zimě vytopit. Jméno pokoje se odvozuje od mnoha portrétů, které se zde nacházejí a na nichž jsou vyobrazeni rodinní příslušníci rodiny Eltzů z 18. století. Unikátním kusem nábytku je svatební lože. Je to dochovaný původní malovaný kousek z würzburské oblasti z dvacátých let 16. století a je nejstarší malovanou renesanční postelí v Německu. Je na ní použita technika grisaille využívající různé odstíny šedi. Na tehdejší poměry neobvykle velké rozměry (2,05 × 1,45 m) činí z této postele obzvlášť vzácný exponát, neboť ve středověku byly obvykle postele mnohem kratší.
V Rodendorfově domě se nachází pozdně středověká kuchyně, která si z velké části udržela svou podobu z roku 1540. Obrovský krb, zachovalé kamenné umyvadlo a další kusy kuchyňského vybavení jasně ukazují, jak byla kuchyň – srdce domu – uspořádána. Potraviny se skladovaly zavěšením na železné kruhy, které visely ze stropu. Tím se zabraňovalo, aby se k potravinám dostali hlodavci. Nachází se zde i jakási předchůdkyně lednice, což je výklenek v silné kuchyňské zdi, kde se v létě dařilo držet teplotu jen kolem 12 °C.
Kurfiřtský pokoj v Rodendorfově domě je pojmenován po dvou nejvlivnějších členech rodu Eltzů, Johannu Jakubovi, trevírském kurfiřtovi a Filipu Karlovi, mohučském kurfiřtovi. Jejich portréty byly spolu s jinými nalezeny v této místnosti. Nachází se zde také vlámský gobelín z roku 1680, dílo bratrů van der Brüggenů z Bruselu. Námět gobelínu, kterým je oblíbená lovecká scéna – lovec na čekané se svým psem, navrhl Jakob Jordaens, významný vlámský malíř.
Lovecký pokoj, dříve známý jako andělská komora, působivě ukazuje uspořádání tohoto druhu místností v době romantismu na začátku 19. století. Rozsáhlá sbírka trofejí z 18. a 19. století poukazuje jak důležitou byla obliba honů. Trofej losa byla zastřelena na Aljašce členem rodiny Eltzů na začátku 20. století. Celková váha lebky a paroží je asi 29,5 kg. Není známo, že by někde v Evropě byla tak obrovská losí trofej.
Tzv. Wamboltův pokoj sloužil dříve domácím paním, které zde trávily nejvíce času.

## Galerie

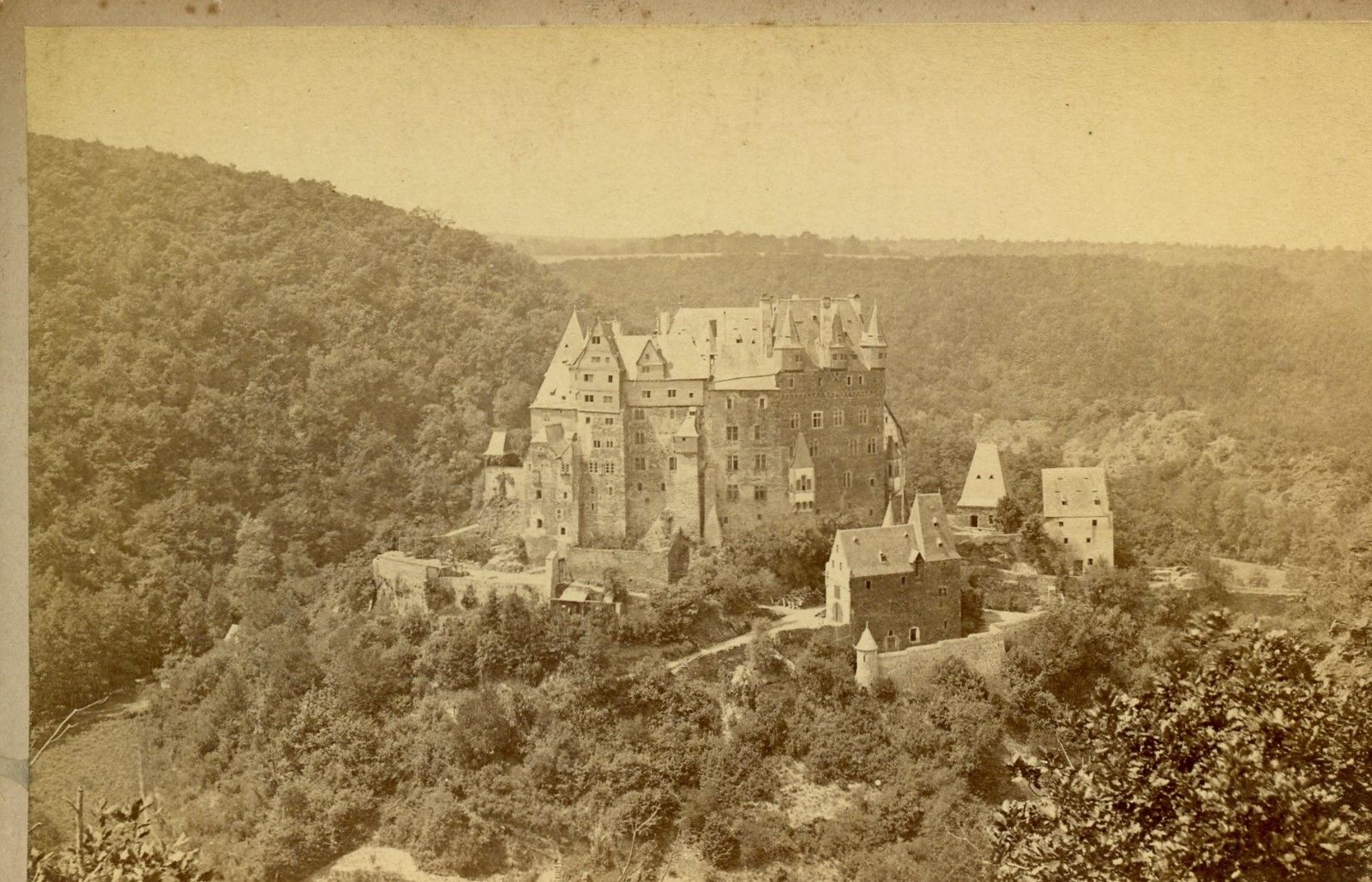
Hrad Eltz v roce 1860
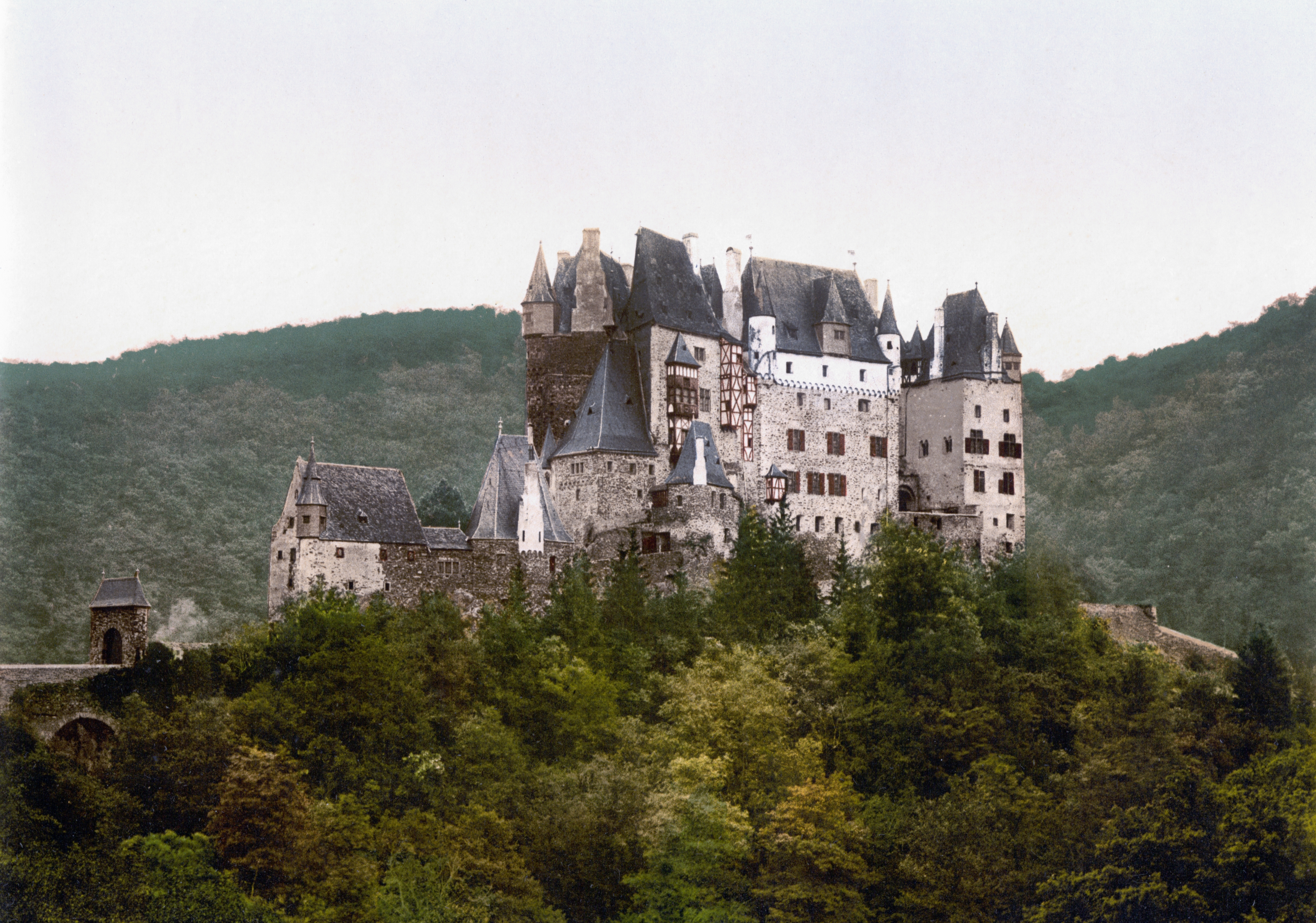
Hrad Eltz
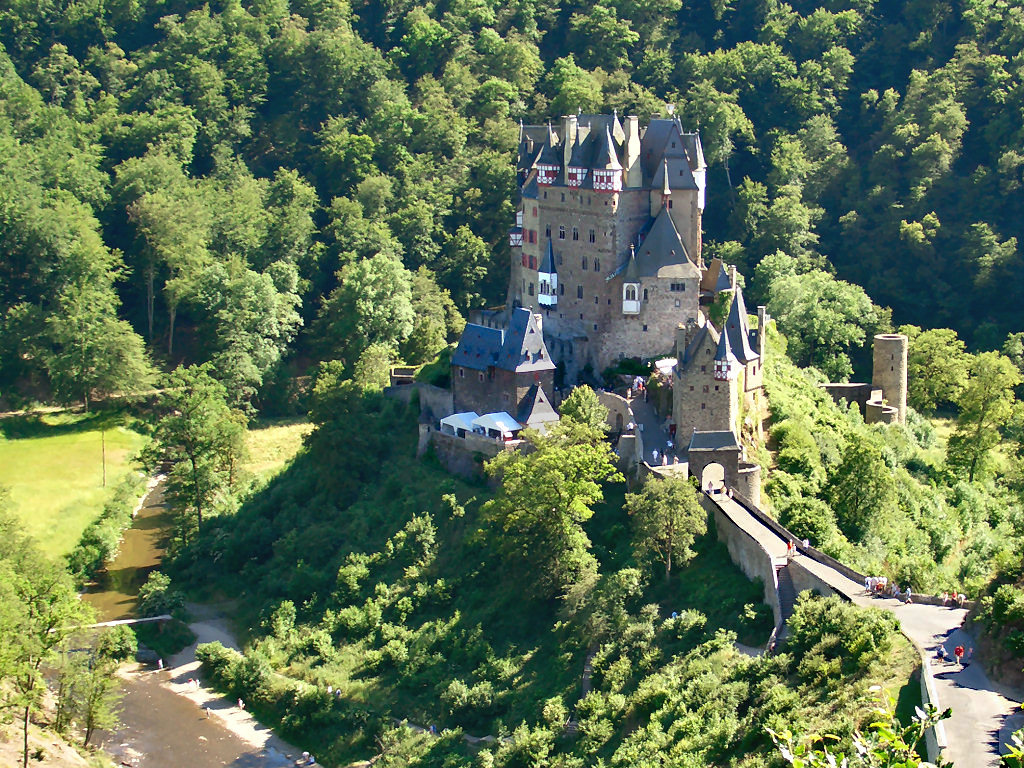
Hrad Eltz
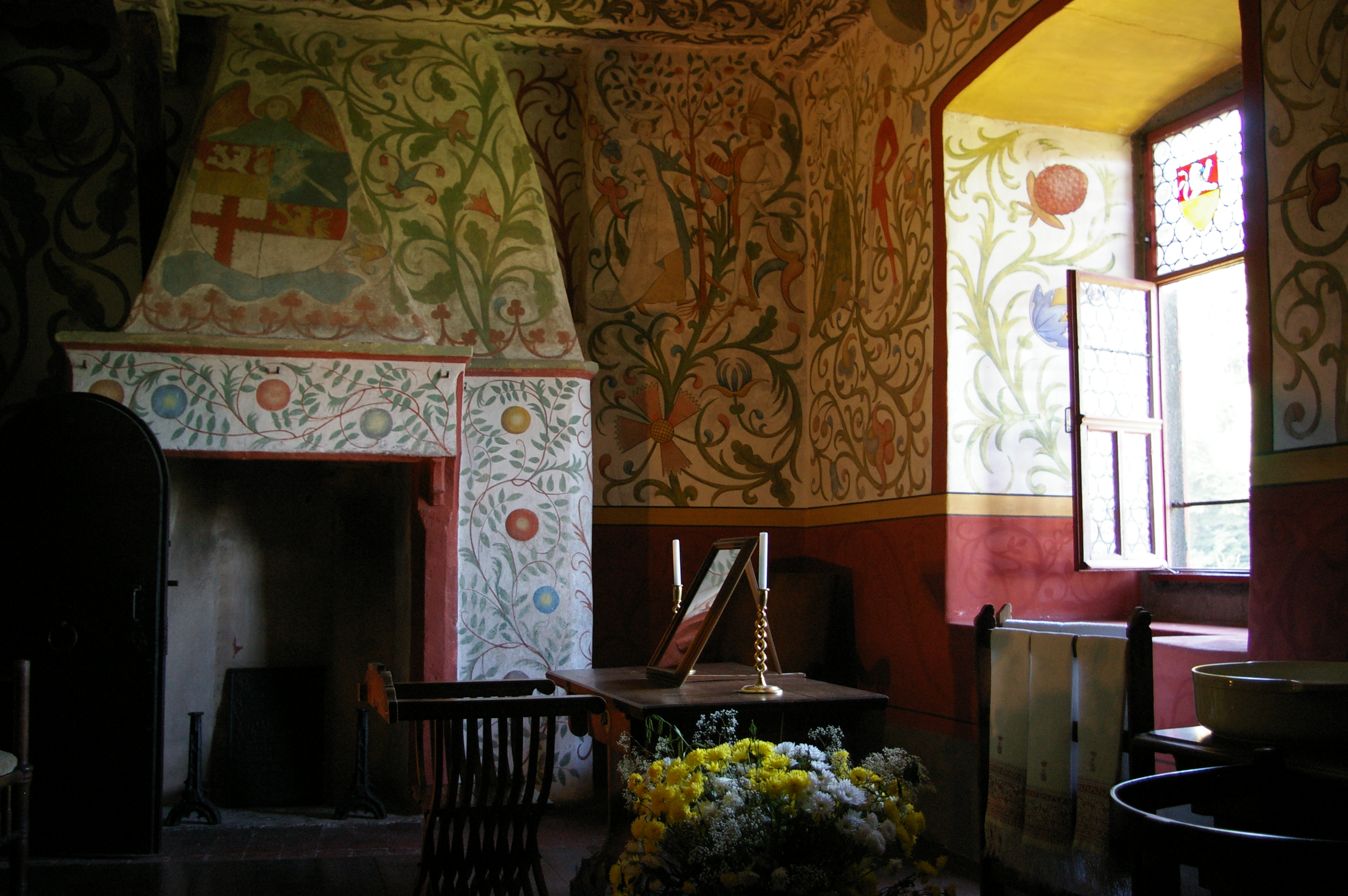
Hrad Eltz (interiér)
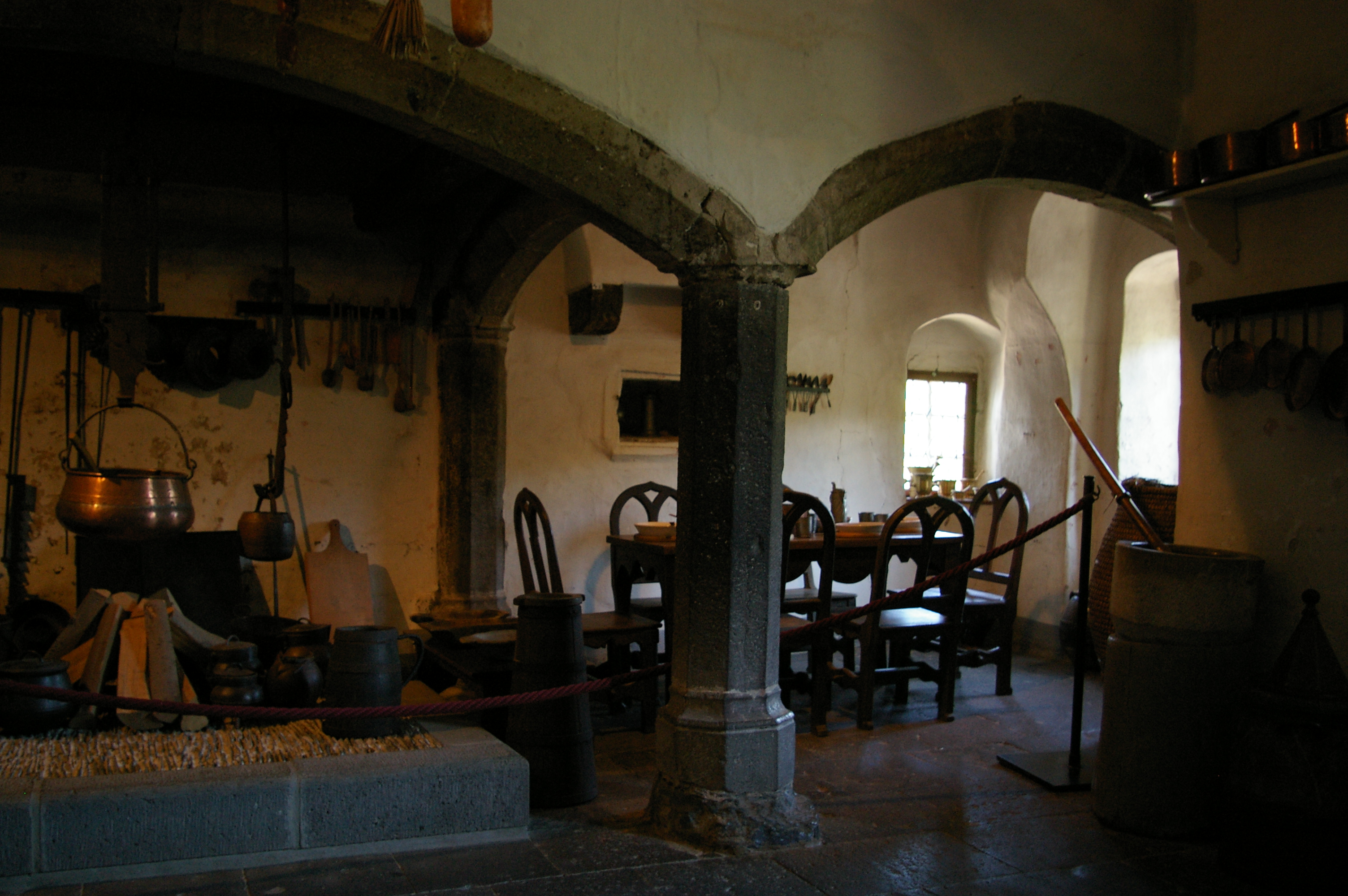
Hrad Eltz (interiér)
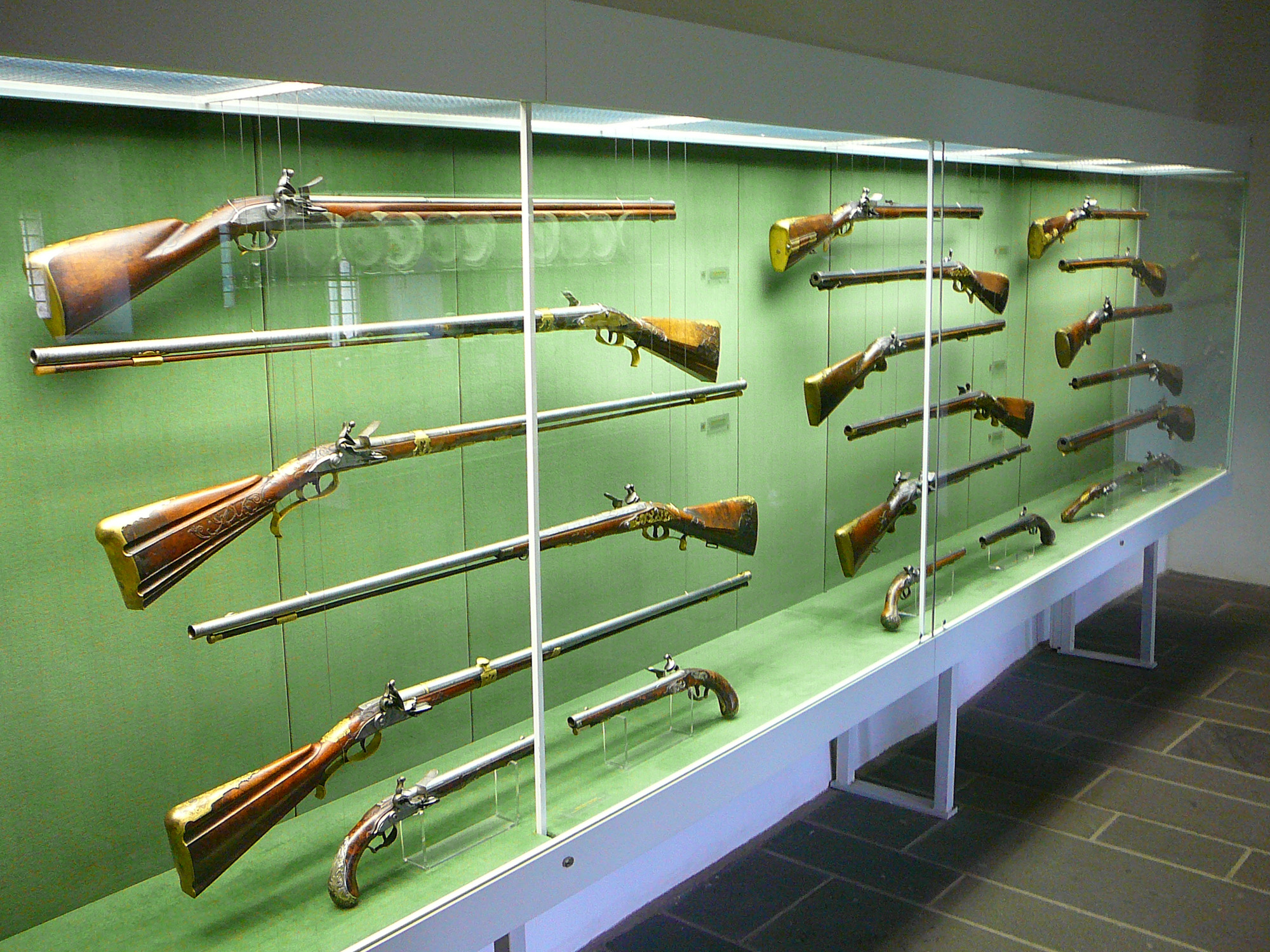
Kolekce zbraní